# Grgurice
Grgurice es una localidad de Croacia en el ejido del municipio de Posedarje, condado de Zadar.

## Geografía
Se encuentra a una altitud de 9 m s. n. m. a 272 km de la capital nacional, Zagreb.

## Demografía
En el censo 2011 el total de población de la localidad fue de 142 habitantes.Hasta la reorganización territorial en Croacia, formaba parte del antiguo municipio de Zadar. Como un lugar poblado, Grgurice ha existido desde el censo de 2011. Fue creado separando parte del asentamiento.
| Gráfica de población de Grgurice 1857-2011                          |
|                                                                     |
| Según los censos de población de la oficina estadística de Croacia. |